# Géza von Bolváry
Géza von Bolváry (26 de diciembre de 1897 – 10 de agosto de 1961) fue un actor, guionista y director cinematográfico húngaro, aunque gran parte de su carrera artística se desarrolló en Alemania y Austria.

## Biografía
Géza Maria von Bolváry-Zahn nació en Budapest, Hungría, en aquel momento parte del Imperio Austrohúngaro. Estudió en la Academia Militar Imperial de Budapest, sirviendo posteriormente en el ejército húngaro (Húsares Húngaros). Tras la Primera Guerra Mundial dejó la milicia con el grado de Rittmeister, equivalente a un capitán de caballería.
A partir de entonces se ganó la vida en la reciente industria cinematográfica húngara. Se inició como actor en 1920 participando en varias cintas mudas, y pronto empezó a trabajar para la compañía Star-Film, en la cual debutó como director y guionista en A Kétarcú asszony. En 1922 la empresa cinematográfica Emelka, de Múnich, le contrató como director por un período de cuatro años. Además, en la década de 1920 fundó con el director Béla Gaál la primera escuela húngara de cine.
Entre 1926 y 1928 trabajó para Fellner & Somlo, una empresa de Berlín, tras lo cual viajó a Londres para trabajar un año en la British International Pictures. Tras regresar a Berlín, formó parte hasta 1933 de Superfilm Berlin, y después, hasta 1935, de Boston Films, también en Berlín. A partir de 1936 Bolváry trabajó para diferentes productoras en Viena, entre ellas Styria-Film, Terra-Film y Wien-Film.
Finalizada la Segunda Guerra Mundial Bolváry fue a Roma, donde dirigió para Cinopera hasta 1949. En 1950 se afincó en Múnich, siendo durante cuatro años director de producción de Starfilm.
Entre 1920 y 1958, año en el que rodó sus últimas películas, von Bolváry dirigió unas cien producciones, a la vez que escribía algunos guiones. 
Además de su faceta cinematográfica, tras la Segunda Guerra Mundial Bolváry también dirigió operetas en el Volksoper de Viena.
Géza von Bolváry falleció en 1961, a los 63 años de edad, en Altenbeuern, actual Neubeuern (Alemania), a causa de una enfermedad cardiaca.

## Filmografía

### Director (selección)
(+ otras funciones)
- 1920 : A Kétarcú asszony (+ guionista)
- 1921 : Tavaszi szerelem (+ guionista), con Vilma Bánky
- 1923 : Der Weg zum Licht, con Gustav Fröhlich
- 1924 : Egy fiúnak a fele (+ guionista), con Paul Lukas
- 1925 : Die Liebe der Bajadere
- 1926 : Das deutsche Mutterherz, con Heinz Rühmann
- 1928 : The Gallant Hussar, con Ivor Novello (coproducción alemana, húngara y británica)
- 1928 : Der fesche Husar, con Ivor Novello
- 1929 : Champagner, con Betty Balfour (coproducción alemana, austriaca y británica)
- 1929 : The Vagabond Queen, con Betty Balfour (cinta británica)
- 1929 : The Wreckler, con Carlyle Blackwell y Benita Hume (coproducción germanobritánica)
- 1929 : Vater und Sohn, con Marie Glory y Jim Gérald
- 1930 : Petit Officier... Adieu !, con André Gaston Baugé y Willi Forst
- 1930 : Das Lied ist aus, con Willi Forst
- 1930 : Der Erzieher meiner Tochter, con Dolly Davis y  Gaston Modot
- 1930 : Zwei Herzen im Dreiviertel-Takt, con Willi Forst y S. Z. Sakall
- 1930 : Ein Tango für Dich, con Willi Forst
- 1930 : Der Herr auf Bestellung, con Willi Forst
- 1931 : Die lustigen Weiber von Wien, con Willi Forst
- 1931 : Der Raub der Mona Lisa'', con Willi Forst y Gustaf Gründgens
- 1931 : El teniente del amor (Liebeskommando), con Gustav Fröhlich
- 1932 : Ein Lied, ein Kuß, ein Mädel, con Marta Eggerth y Gustav Fröhlich
- 1932 : Ich will nicht wissen, wer du bist, con Marta Eggerth y S. Z. Sakall
- 1932 : Ein Mann mit Herz, con Gustav Fröhlich
- 1933 : Was Frauen träumen, con Gustav Fröhlich, Nora Gregor y Peter Lorre
- 1933 : Die Nacht der großen Liebe, con Gustav Fröhlich y Jarmila Novotná
- 1933 : Pardon, tévedtem, codirección de Steve Sekely, con S. Z. Sakall
- 1933 : Skandal in Budapest, con S. Z. Sakall
- 1933 : Château de rêve, codirección de Henri-Georges Clouzot, con Danielle Darrieux y Lucien Baroux
- 1933 : Das Schloß im Süden
- 1934 : La Chanson de l'adieu, codirección de Albert Valentin, con Jean Servais y Janine Crispin
- 1934 : Abschiedswalzer
- 1934 : Toi que j'adore, codirección de Albert Valentin, con Jean Murat y Edwige Feuillère
- 1934 : Ich kenn' dich nicht und liebe dich, con Magda Schneider y Willi Forst
- 1935 : Stradivarius, codirección de Albert Valentin, con Pierre Richard-Willm y Edwige Feuillère
- 1935 : Stradivari, con Gustav Fröhlich y Veit Harlan
- 1935 : Winternachtstraum, con Magda Schneider
- 1935 : Es flüstert die Liebe, con Gustav Fröhlich
- 1936 : Lumpacivagabundus (+ productor), con Heinz Rühmann
- 1936 : Die Entführung, con Gustav Fröhlich
- 1936 : Das Schloß in Flandern, con Marta Eggerth
- 1936 : Ernte (+ guionista), con Paula Wessely
- 1937 : Premiere, con Zarah Leander
- 1937 : Zauber der Boheme, con Jan Kiepura y Marta Eggerth
- 1937 : Der Unwiderstehliche, con Anny Ondra
- 1938 : Die unruhigen Mädchen
- 1938 : Spiegel des Lebens, con Peter Petersen y Paula Wessely
- 1939 : Zwischen Strom und Steppe (+ guionista)
- 1939 : Maria Ilona, con Paula Wessely y Willy Birgel
- 1939 : Opernball
- 1939 : Tiszavirág (+ guionista)
- 1940 : Wiener G'schichten
- 1940 : Ritorno, con Rossano Brazzi y Beniamino Gigli (film italiano)
- 1940 : Traummusik, con Beniamino Gigli
- 1940 : Rosen in Tirol, con Leo Slezak
- 1941 : Dreimal Hochzeit, con Willy Fritsch
- 1942 : Die heimliche Gräfin
- 1945 : Die tolle Susanne, con Willy Fritsch
- 1946 : Die Fledermaus, con Willy Fritsch
- 1952 : Fritz und Friederika'', con Liselotte Pulver
- 1953 : Die Tochter der Kompanie
- 1953 : La figlia del reggimento, codirección de Goffredo Alessandrini y Tullio Covaz, con Antonella Lualdi y Michel Auclair
- 1956 : Schwarzwaldmelodie, con Willy Fritsch
- 1956 : Was die Schwalbe sang, con Maj-Britt Nilsson
- 1956 : Das Donkosakenlied, con Willy Fritsch
- 1957 : Schön ist die Welt, con Rudolf Schock
- 1957 : Es wird alles wieder gut, con Bernhard Wicki
- 1958 : Zwei Herzen im Mai'', con Willy Fritsch
- 1958 : Das gab's nur einmal, con Hans Albers
- 1958 : Schwarzwälder Kirsch, con Marianne Hold

### Actor
- 1920 : Lengyelvér, de Béla Balogh
- 1920 : Jön a rozson át !, de Béla Balogh
- 1920 : Gyermekszív, de Béla Balogh
- 1920 : A Tizennegyedik, de Béla Balogh